# Liste in Honduras vorhandener Dampflokomotiven
Dies ist eine Liste erhaltener Dampflokomotiven auf dem Gebiet von Honduras.

## Lokomotiven mit 42"
| Foto | Nummer oder Name             | Bauart / Achsfolge | Hersteller               | Fabrik-nr. | Baujahr | Historie | Eigentümer / Betreiber / Strecke | Bemerkungen |
| ---- | ---------------------------- | ------------------ | ------------------------ | ---------- | ------- | -------- | -------------------------------- | ----------- |
|      | Tela Railroad No. 163 (782)  | 1’D1’              | Baldwin Locomotive Works | 71419      | 1945    |          | Estacion FFNN                    | [ 1 ]       |
|      | Tela Railroad No. 151 (4295) | 1’D1’              | Baldwin Locomotive Works | 71415      | 1945    |          | Ferroviarion Park                | [ 2 ]       |

## Lokomotiven mit 36"
| Foto | Nummer oder Name        | Bauart / Achsfolge | Hersteller               | Fabrik-nr. | Baujahr | Historie | Eigentümer / Betreiber / Strecke | Bemerkungen |
| ---- | ----------------------- | ------------------ | ------------------------ | ---------- | ------- | -------- | -------------------------------- | ----------- |
|      | FCNdeH No. 9            | 2’C                | Baldwin Locomotive Works | 71420      | 1945    |          | Campo Parada Marte               | [ 3 ]       |
|      | Omoa RR No. ?           | 1’C                | ?                        |            |         |          | Fortaleza de San Fernando        | [ 4 ]       |
|      | Vaccarro Railroad No. 9 | 1’B (1B)           | H.K. Porter              | 4099       | 1908    |          | Parque Swinford                  | [ 5 ]       |
|      | ? No. ?                 | B                  | ?                        |            |         |          | Cuero y Salado Wildlife Refuge   | [ 6 ]       |